# La Roquebrussanne
La Roquebrussanne este o comună în departamentul Var din sud-estul Franței. În 2009 avea o populație de 2.324 de locuitori.

## Evoluția populației
| An        | 1975 | 1982 | 1990  | 1999  | 2006  | 2009  |
| --------- | ---- | ---- | ----- | ----- | ----- | ----- |
| Populație | 662  | 809  | 1.235 | 1.672 | 2.061 | 2.324 |